# Чемпион Джек Дюпри
Че́мпион Джек Дюпри́ (англ. Champion Jack Dupree, наст. имя: William Thomas Dupree; 4, 10 или 23 июля 1908, 1909 или 1910 — 21 января 1992) — американский блюзовый пианист.
Участник второй мировой войны, служил в военно-морском флоте США, был взят в плен японскими войсками.
Музыкальный сайт AllMusic кратко характеризует его как «блюз-музыканта, уроженца Нового Орлеана, который отличился как боксёр-чемпион и яркий пианист в стиле буги-вуги».
Чемпион Джек Дюпри был включен в Зал славы блюза в 1992 году.

## Дискография
- См. статью «Champion Jack Dupree § Discography» в английском разделе.